# Pentatlón moderno en los Juegos Olímpicos de Tokio 2020
El pentatlón moderno en los Juegos Olímpicos de Tokio 2020 se realizó en las instalaciones del Estadio de Tokio (natación, salto ecuestre, carrera y tiro) y de la Plaza Deportiva Musashino Forest (esgrima) del 5 al 7 de agosto de 2021.
En total fueron disputadas en este deporte dos pruebas diferentes, una masculina y  una femenina. El programa de competiciones se mantuvo como en la edición anterior.

## Medallistas
| Evento                  | Oro                                        | Plata                                | Bronce                                    |
| ----------------------- | ------------------------------------------ | ------------------------------------ | ----------------------------------------- |
| Masculino (7 de agosto) | Joseph Choong · Reino Unido · 1482 pts. RO | Ahmed Elgendy · Egipto · 1477 pts.   | Jun Woong-Tae · Corea del Sur · 1470 pts. |
| Femenino (6 de agosto)  | Kate French · Reino Unido · 1385 RO        | Laura Asadauskaitė · Lituania · 1370 | Sarolta Kovács · Hungría · 1368           |

## Medallero
| Núm. | País          | Oro | Plata | Bronce | Total |
| ---- | ------------- | --- | ----- | ------ | ----- |
| 1    | Reino Unido   | 2   | 0     | 0      | 2     |
| 2    | Egipto        | 0   | 1     | 0      | 1     |
| 2    | Lituania      | 0   | 1     | 0      | 1     |
| 4    | Corea del Sur | 0   | 0     | 1      | 1     |
| 4    | Hungría       | 0   | 0     | 1      | 1     |
|      | TOTAL         | 2   | 2     | 2      | 6     |

## Resultados
Categoría Masculina
| Pos.              | Atleta             | Nación                        | Natación          | Esgrima     | Hípica       | Combinada          | Total   |
| ----------------- | ------------------ | ----------------------------- | ----------------- | ----------- | ------------ | ------------------ | ------- |
| Medalla de oro    | Joe Choong         | Reino Unido (GBR)             | 1:54.87 (321)     | 25+1 (252)♦ | 75.37 (286)  | 11:17.53 (623)     | 1482 OR |
| Medalla de plata  | Ahmed El-Gendy     | Egipto (EGY)                  | 1:57.13 (316)     | 18+1 (209)  | 82.54 (284)  | 10:32.47 (668)     | 1477    |
| Medalla de bronce | Jun Woong-tae      | Corea del Sur (KOR)           | 1:57.23 (316)     | 21+0 (226)  | 84.76 (289)  | 11:01.84 (639)     | 1470    |
| 4                 | Jung Jin-hwa       | Corea del Sur (KOR)           | 1:57.85 (315)     | 23+1 (239)  | 80.20 (293)  | 11:21.95 (619)     | 1466    |
| 5                 | Martin Vlach       | República Checa (CZE)         | 2:07.19 (296)     | 16+0 (196)  | 80.78 (300)♦ | 10:30.13 (670)♦ OR | 1462    |
| 6                 | Ádám Marosi        | Hungría (HUN)                 | 1:59.50 (311)     | 20+0 (220)  | 83.06 (297)  | 11:07.43 (633)     | 1461    |
| 7                 | Valentin Prades    | Francia (FRA)                 | 2:00.73 (309)     | 19+3 (217)  | 82.05 (270)  | 10:38.89 (662)     | 1458    |
| 8                 | Jan Kuf            | República Checa (CZE)         | 2:02.32 (306)     | 23+0 (238)  | 86.07 (294)  | 11:23.76 (617)     | 1455    |
| 9                 | James Cooke        | Reino Unido (GBR)             | 1:53.80 (323)     | 18+0 (208)  | 80.41 (293)  | 11:12.30 (628)     | 1452    |
| 10                | Alexander Lifanov  | ROC (ROC)                     | 2:05.60 (299)     | 25+1 (251)  | 79.02 (279)  | 11:19.18 (621)     | 1450    |
| 11                | Valentin Belaud    | Francia (FRA)                 | 2:04.13 (302)     | 18+4 (212)  | 78.16 (293)  | 11:05.74 (635)     | 1442    |
| 12                | Łukasz Gutkowski   | Polonia (POL)                 | 2:00.59 (309)     | 19+1 (215)  | 81.31 (278)  | 11:02.50 (638)     | 1440    |
| 13                | Sebastian Stasiak  | Polonia (POL)                 | 2:04.59 (301)     | 18+0 (208)  | 79.65 (286)  | 10:55.95 (645)     | 1440    |
| 14                | Pāvels Švecovs     | Letonia (LAT)                 | 1:59.83 (311)     | 22+2 (234)  | 81.97 (285)  | 11:40.67 (600)     | 1430    |
| 15                | Pavlo Tymoshchenko | Ucrania (UKR)                 | 2:06.84 (297)     | 22+1 (233)  | 80.23 (293)  | 11:36.58 (604)     | 1427    |
| 16                | Gustav Gustenau    | Austria (AUT)                 | 1:56.93 (317)     | 18+2 (210)  | 80.11 (300)♦ | 11:47.97 (593)     | 1420    |
| 17                | Ilya Palazkov      | Bielorrusia (BLR)             | 2:01.15 (308)     | 24+0 (244)  | 83.21 (262)  | 11:35.78 (605)     | 1419    |
| 18                | Justinas Kinderis  | Lituania (LTU)                | 2:02.84 (305)     | 24+2 (246)  | 99.13 (247)  | 11:22.82 (618)     | 1416    |
| 19                | Fabian Liebig      | Alemania (GER)                | 2:03.02 (304)     | 16+0 (196)  | 74.32 (279)  | 11:08.69 (632)     | 1411    |
| 20                | Patrick Dogue      | Alemania (GER)                | 2:04.27 (302)     | 11+1 (167)  | 79.76 (300)♦ | 11:00.99 (640)     | 1409    |
| 21                | Luo Shuai          | República Popular China (CHN) | 2:04.08 (302)     | 18+0 (208)  | 82.65 (249)  | 10:54.13 (646)     | 1405    |
| 22                | Li Shuhuan         | República Popular China (CHN) | 2:09.27 (292)     | 16+0 (196)  | 82.14 (284)  | 11:08.89 (632)     | 1404    |
| 23                | Aleix Heredia      | España (ESP)                  | 2:07.78 (295)     | 16+4 (200)  | 70.14 (286)  | 11:34.52 (606)     | 1387    |
| 24                | Ahmed Hamed        | Egipto (EGY)                  | 2:06.58 (297)     | 16+0 (196)  | 80.20 (279)  | 11:25.85 (615)     | 1387    |
| 25                | Amro El Geziry     | Estados Unidos (USA)          | 1:52.96 (325)♦ OR | 16+2 (198)  | 83.38 (290)  | 12:35.32 (545)     | 1358    |
| 26                | Róbert Kasza       | Hungría (HUN)                 | 2:00.61 (309)     | 15+2 (192)  | 92.49 (271)  | 11:58.88 (582)     | 1354    |
| 27                | Charles Fernández  | Guatemala (GUA)               | 1:58.16 (314)     | 13+1 (179)  | 137.04 (219) | 11:06.56 (634)     | 1346    |
| 28                | Shohei Iwamoto     | Japón (JPN)                   | 2:03.75 (303)     | 12+1 (173)  | 80.69 (279)  | 11:52.87 (588)     | 1343    |
| 29                | Pavel Ilyashenko   | Kazajistán (KAZ)              | 2:06.99 (297)     | 15+1 (191)  | 89.64 (270)  | 12:10.28 (570)     | 1328    |
| 30                | Sergio Villamayor  | Argentina (ARG)               | 2:10.34 (290)     | 11+0 (166)  | 89.33 (270)  | 11:42.61 (598)     | 1324    |
| 31                | Ed Fernon          | Australia (AUS)               | 2:10.85 (289)     | 9+3 (157)   | 85.17 (288)  | 12:05.89 (575)     | 1309    |
| 32                | Alexander Savkin   | Uzbekistán (UZB)              | 2:06.64 (297)     | 7+0 (142)   | 77.29 (279)  | 11:55.96 (585)     | 1303    |
| 33                | Duilio Carrillo    | México (MEX)                  | 2:04.08 (302)     | 17+0 (202)  | EL (0)       | 11:31.68 (609)     | 1113    |
| 34                | Esteban Bustos     | Chile (CHI)                   | 2:05.24 (300)     | 18+0 (208)  | EL (0)       | 11:52.66 (588)     | 1096    |
| 35                | Álvaro Sandoval    | México (MEX)                  | 2:02.52 (305)     | 11+1 (167)  | EL (0)       | 11:26.30 (614)     | 1086    |
| 36                | Lester Ders        | Cuba (CUB)                    | 2:01.45 (308)     | 10+0 (160)  | EL (0)       | 11:46.41 (594)     | 1062    |

Categoría Femenina
| Pos.              | Atleta                | Nación                        | Natación          | Esgrima        | Hípica       | Combinada          | Total   |
| ----------------- | --------------------- | ----------------------------- | ----------------- | -------------- | ------------ | ------------------ | ------- |
| Medalla de oro    | Kate French           | Reino Unido (GBR)             | 2:10.18 (290)     | 20+1 (221)     | 86.26 (294)  | 12:00.34 (580)     | 1385 OR |
| Medalla de plata  | Laura Asadauskaitė    | Lituania (LTU)                | 2:17.21 (276)     | 15+2 (192)     | 77.09 (300)♦ | 11:38.37 (602)♦ OR | 1370    |
| Medalla de bronce | Sarolta Kovács        | Hungría (HUN)                 | 2:07.71 (295)     | 20+1 (221)     | 77.19 (293)  | 12:21.42 (559)     | 1368    |
| 4                 | Alice Sotero          | Italia (ITA)                  | 2:07.88 (295)     | 21+1 (227)     | 81.35 (285)  | 12:24.38 (556)     | 1363    |
| 5                 | İlke Özyüksel         | Turquía (TUR)                 | 2:15.89 (279)     | 14+1 (185)     | 79.40 (293)  | 11:47.64 (593)     | 1350    |
| 6                 | Élodie Clouvel        | Francia (FRA)                 | 2:07.51 (295)     | 16+0 (196)     | 74.08 (293)  | 12:17.78 (563)     | 1347    |
| 7                 | Gintarė Venčkauskaitė | Lituania (LTU)                | 2:18.37 (274)     | 12+1 (173)     | 72.74 (300)♦ | 11:44.37 (596)     | 1343    |
| 8                 | Anastasiya Prokopenko | Bielorrusia (BLR)             | 2:25.01 (260)     | 18+0 (208)     | 83.49 (283)  | 11:49.38 (591)     | 1342    |
| 9                 | Uliana Batashova      | ROC (ROC)                     | 2:11.14 (288)     | 23+1 (239)     | 77.61 (293)  | 12:59.27 (521)     | 1341    |
| 10                | Marie Oteiza          | Francia (FRA)                 | 2:10.15 (290)     | 19+1 (215)     | 87.70 (293)  | 12:44.75 (536)     | 1334    |
| 11                | Kim Se-hee            | Corea del Sur (KOR)           | 2:16.36 (278)     | 24+2 (246)     | 76.09 (286)  | 13:00.70 (520)     | 1330    |
| 12                | Michelle Gulyás       | Hungría (HUN)                 | 2:07.48 (296)     | 20+0 (220)     | 103.90 (243) | 12:14.76 (566)     | 1325    |
| 13                | Elena Potapenko       | Kazajistán (KAZ)              | 2:13.99 (283)     | 20+2 (222)     | 84.19 (289)  | 12:52.37 (528)     | 1322    |
| 14                | Jo Muir               | Reino Unido (GBR)             | 2:14.52 (281)     | 13+1 (179)     | 78.81 (293)  | 12:15.13 (565)     | 1318    |
| 15                | Mayan Oliver          | México (MEX)                  | 2:24.16 (262)     | 16+0 (196)     | 76.62 (293)  | 12:21.48 (559)     | 1310    |
| 16                | Mariana Arceo         | México (MEX)                  | 2:16.65 (277)     | 15+4 (184)     | 70.61 (293)  | 12:32.16 (548)     | 1302    |
| 17                | Kim Sun-woo           | Corea del Sur (KOR)           | 2:12.87 (285)     | 19+0 (214)     | 82.26 (284)  | 13:07.80 (513)     | 1296    |
| 18                | Volha Silkina         | Bielorrusia (BLR)             | 2:15.22 (280)     | 21+0 (217)     | 89.07 (274)  | 12:59.81 (521)     | 1292    |
| 19                | Haydy Morsy           | Egipto (EGY)                  | 2:24.35 (262)     | 20+0 (221)     | 80.91 (293)  | 13:07.69 (513)     | 1289    |
| 20                | Anna Maliszewska      | Polonia (POL)                 | 2:17.23 (276)     | 18+0 (208)     | 112.27 (234) | 12:15.02 (565)     | 1283    |
| 21                | Samantha Schultz      | Estados Unidos (USA)          | 2:15.78 (279)     | 9+1 (155)      | 84.37 (289)  | 12:25.56 (555)     | 1278    |
| 22                | Zhang Xiaonan         | República Popular China (CHN) | 2:21.44 (268)     | 19+0 (204)     | 76.22 (293)  | 13:10.16 (510)     | 1275    |
| 23                | Rena Shimazu          | Japón (JPN)                   | 2:10.65 (289)     | 14+0 (184)     | 90.72 (252)  | 12:34.40 (546)     | 1271    |
| 24                | Natalya Coyle         | Irlanda (IRL)                 | 2:13.88 (283)     | 23+1 (239)     | 109.81 (234) | 13:08.51 (512)     | 1268    |
| 25                | Zhang Mingyu          | República Popular China (CHN) | 2:15.23 (280)     | 16+3 (199)     | 75.69 (286)  | 13:17.67 (503)     | 1268    |
| 26                | Leydi Moya            | Cuba (CUB)                    | 2:17.96 (275)     | 15+1 (191)     | 89.20 (291)  | 13:16.65 (504)     | 1261    |
| 27                | Marina Carrier        | Australia (AUS)               | 2:17.35 (276)     | 18+0 (208)     | 84.73 (296)  | 13:43.86 (477)     | 1257    |
| 28                | Rebecca Langrehr      | Alemania (GER)                | 2:17.38 (276)     | 20+1 (221)     | 116.17 (220) | 12:49.26 (531)     | 1248    |
| 29                | Amira Kandil          | Egipto (EGY)                  | 2:15.14 (280)     | 18+1 (199)     | 99.78 (250)  | 13:28.34 (492)     | 1221    |
| 30                | Alise Fakhrutdinova   | Uzbekistán (UZB)              | 2:16.45 (278)     | 16+0 (196)     | 117.93 (226) | 13:55.66 (465)     | 1165    |
| 31                | Annika Schleu         | Alemania (GER)                | 2:16.99 (277)     | 29+0 (274)♦ OR | EL (0)       | 12:43.20 (537)     | 1088    |
| 32                | Gulnaz Gubaydullina   | ROC (ROC)                     | 2:07.31 (296)♦ OR | 14+0 (184)     | EL (0)       | 12:07.58 (573)     | 1053    |
| 33                | Elena Micheli         | Italia (ITA)                  | 2:09.22 (292)     | 17+6 (208)     | EL (0)       | 12:31.91 (549)     | 1049    |
| 34                | Natsumi Takamiya      | Japón (JPN)                   | 2:11.54 (287)     | 14+1 (185)     | EL (0)       | 13:07.72 (513)     | 985     |
| 35                | Marcela Cuaspud       | Ecuador (ECU)                 | 2:27.91 (255)     | 4+0 (124)      | EL (0)       | 13:39.94 (481)     | 860     |
| 36                | Maria Iêda Guimarães  | Brasil (BRA)                  | 2:32.16 (246)     | 14+0 (184)     | EL (0)       | DNF (0)            | 430     |